# Vibrissina dolopis
Vibrissina dolopis är en tvåvingeart som först beskrevs av Henry J. Reinhard 1958.  Vibrissina dolopis ingår i släktet Vibrissina och familjen parasitflugor.
Artens utbredningsområde är Oregon. Inga underarter finns listade i Catalogue of Life.